# Pirá-tamanduá
O pirá-tamanduá ou somente pirá (Conorhynchos conirostris) é um peixe teleósteo, siluriforme, da família dos pimelodídeos, nativo da bacia do Rio São Francisco, sobretudo nos rios das Velhas e Cipó, em Minas Gerais. Atinge até um metro de comprimento e possui focinho alongado, dorso azulado e ventre esbranquiçado.
É considerado o peixe-símbolo do rio São Francisco e sua bacia.

## Descrição
É a terceira maior espécie existente na bacia sanfranciscana, identificada em 1840 por Valenciennes. De hábitos migratórios, o local de desova e berçário ainda não são conhecidos, e estudo recente aponta o rio Paracatu como seu principal habitat.
De coloração azulada brilhante, tem grande bico cônico que lembra o tamanduá, podendo atingir 13 kg. Sua carne branca e sem espinhas o tornam bastante apreciado na culinária.

## Situação atual
Depois de mais de cinquenta anos sem ser localizado na região do Baixo São Francisco, o pirá foi novamente ali encontrado no ano de 2020. Apesar de relativamente comum nas regiões do Alto e Médio São Francisco, a pesca intensa e também os barramentos efetuados, provocaram sua extinção naquela parte da bacia. Medidas adotadas pela Companhia de Desenvolvimento do Vale do São Francisco, como o peixamento entre 2017 e 2018, bem como a possibilidade de o peixe haver sido levado pelas turbinas das usinas, fizeram com que voltasse a povoar o trecho de desembocadura.
Estudo de 2018 pedia sua retirada da lista de espécies ameaçadas, apesar de registrar a redução geográfica de sua ocorrência a partir da década de 1970. Apesar de sua pesca ser proibida, ela continua de modo clandestino.